# Naglaa Fathi
Naglaa Fathi, pseudonimo di Fatma al-Zahraa Hussein Fathi (in arabo نجلاء فتحي‎?; Il Cairo, 21 dicembre 1948), è un'attrice e produttrice cinematografica egiziana.

## Biografia
Fatma al-Zahraa Hussein Fathi (in arabo فاطمة الزهراء حسين فتحي‎?), nasce al Cairo nel 1948, da una famiglia di origine siriana. Alla fine degli anni '60 inizia a partecipare a piccole parti in alcuni film è in breve diviene una delle attrici più note. La sua carriere ebbe un grande notorietà tra gli anni '70 è '80. È stata attiva dal 1967 al 2000.
Naglaa Fathi è sposata con il noto giornalista egiziano Handi Qandeel (1936-2018) ed ha una figlia da un precedente matrimonio.

## Filmografia
Nagla Fathi ha partecipato ad oltre 80 film tra il 1967 ed il , nella lista seguente alcuni tra i più importanti:
- Hafl f sharea al sa'ada (1998)
- Garage (1995)
- Taht El Sifr (1990)
- Supermarket (1990)
- Ahlam Hind we Kamilia (1989)
- Eshtebah (1989)
- Imraa Motalaka (1988)
- Hosh ll ygar (1986)
- Al-Maghoul (1984)
- Al-sharida (1980)
- Al-hob laa yara al shamsLove (1980)
- Eskendereya leh? (1979)
- Gomoon al hob (1977)
- Sonya w al-majnoon (1977)
- JamiletLa al jamilat (1976)
- La waqt lil-demoue (1976)
- Agmal ayam hayati (1974)
- Bedur (1974)
- Anf w Thalathat Oyoun (1972)
- Khamsa sharea' al-habaib (1971)
- Al-mirayya (1970)
- Harami el waraka (1970)
- Afrah (1968)
- Rawaat el-hob (1968)